# 清太祖继妃
清太祖继妃（16世纪—1620年），姓富察氏，名衮代，亦作滾代（转写：Gundai）。莽塞杜诸祜之女，清太祖努尔哈赤的继娶福晋，后世编撰的文献中称之为“继妃”、“清太祖继妃”。

## 生平
相关转述，称衮代的前夫是努尔哈赤的族兄弟威准，她于万历十三、四年（1585、1586年）时，再嫁努尔哈赤。是当时女真社会奉行的收继婚。满文档案中称她为“jai gaiha anggasi fujin”，意为再娶的寡妇福晋。
衮代福晉与前夫育有三子，分别为阿蘭泰柱（1583年生）、崇善（1584年-1613年）和昂阿喇（1635年被处死）。再婚后，她为努尔哈赤生育了两子一女。1587年，生努尔哈赤第五子莽古爾泰，1590年，生努尔哈赤第三女莽古濟。1597年，生努尔哈赤第十子德格類。此后，再无关于衮代福晉的详细记录。
富察氏疑似有一姐妹嫁给前夫威準之弟望善。

## 逝世、安葬地
天命元年 (1616年) ，努尔哈赤在赫图阿拉称汗。《清史稿》称天命五年（1620年），衮代得罪而死。《爱新觉罗宗谱·星源集庆》称衮代于天命五年（1620年）二月逝世，葬于赫图阿拉。唐邦治编撰的《清皇室四谱》则称“天命五年二月，以窃藏金帛，迫令大归，寻莽古尔泰弑之，葬赫图阿拉。”
努尔哈赤休弃衮代、莽古尔泰弑母与《滿文老檔》所记均有出入。据《满文老档》所记，努尔哈赤的小妻德因泽在天命五年三月二十五日，检举大福晋与努尔哈赤次子大贝勒代善之间有暧昧关系以及行贿受贿之嫌，并经查证实，废去其大福晋之位。有學者认为，此次被废的大福晋并非衮代，而是比衮代更为年轻，正值青春的阿巴亥，因為衮代褔晉安葬于赫图阿拉，她已死于后金定都赫图阿拉之时（在1619年前）。莽古尔泰弑母一事则与《满文老档》天聪五年（1631年）八月的记载相关。当时，皇太极指责莽古尔泰：“後因尔弑尔生母邀功於父，汗父遂令附养於其末生子德格类家。尔众岂不知乎？尔何得斫我耶？”皇太极此语释意，一是莽古尔泰殺死生母邀功，努尔哈赤令其以后在德格类家生活；二是莽古尔泰弑杀生母不成，努尔哈赤令其生母在小儿子德格类家生活。
后金迁都辽阳城后，天命九年（1624年），努尔哈赤将父祖陵寝——永陵移葬至东京陵。《满洲实录》称“衮代皇后”及皇子褚英灵柩亦同移於此。實際上，“衮代皇后”一词的满文原文爲gundai fujin，意爲“衮代福金”。她与努尔哈赤元配佟佳氏一样，并未正式尊封為皇后。
天聪三年 (1629年) 二月，皇太極在沈阳城东二十里浑河北石嘴头山下了道旨意，派遣官員到东京陵將其母福晋孟古哲哲梓宫与努尔哈赤合葬。衮代的靈柩亦在同一月，祔葬福陵。
顺治时，阿巴亥之子——摄政王多尔衮主政。顺治元年（1644年）二月，衮代被多尔衮等以“其先尝得罪太祖”的理由改葬于福陵之外。福陵后山曾有墓主不明的“奶妈坟”。现代民间学者或推测“奶妈坟”即是衮代墓。

## 备注
1. 1 2 3  徐文明所著文章[6]引《清皇室四谱》记载：继妃富察氏，名衮代，为莽塞杜诸祜女，初适人生子昂阿拉（按昂阿拉天聪九年十二月坐知莽古济格格逆谋并处死），后复归太祖，明万历十五年生皇五子原封贝勒莽古尔泰，逾数年生削籍皇三女莽古济格格，二十四年生皇十子原封贝勒德格类。天命五年二月以窃藏金帛，迫令大归，寻莽古尔泰弑之，葬赫图阿拉。九年四月，迁葬东京。天聪三年二月，再迁沈阳，祔葬福陵之旁。顺治元年二月，摄政王多尔衮等以其先尝得罪太祖，改葬之于福陵外。